# Коджід (дегестан)
Коджід (перс. کجید) — дегестан в Ірані, у бахші Ранкух, в шагрестані Амлаш остану Ґілян. За даними перепису 2006 року, його населення становило 903 особи, які проживали у складі 307 сімей.

## Населені пункти
До складу дегестану входять такі населені пункти:
- Аланканґе
- Бабаджан-Даре
- Ґармайсар
- Голю-Чак
- Дімаджанкеш
- Естахр-Сар
- Коджід
- Малджа-Дешт
- Матла-Кух
- Рудбар-е-Дех-Сар
- Сар-Тарбат
- Тареш
- Томаджан
- Хосейл-Дешт
- Шагр-е-Сомам
- Шуле